# After Forever
After Forever is een Nederlandse metalband met invloeden uit deathmetal, en klassieke muziek. De band heeft veel opgetreden en tournees door Europa en Zuid-Amerika gemaakt.

## Biografie

### Eerste jaren (1995 - 2002)
After Forever werd opgericht in Reuver in 1995 door zanger-gitarist Mark Jansen, zanger-gitarist Sander Gommans, toetsenist Jack Driessen, bassist Luuk van Gerven en drummer Joep Beckers. De band werd in de begintijd vooral beïnvloed door deathmetal. Nadat in 1997 zangeres Floor Jansen werd aangetrokken als leadzangeres, kreeg de band meer zijn latere vorm, met ook invloeden van stijlen als klassieke muziek, maar altijd met metalelementen. In 1999 verschenen twee demo's: Ephemeral en Wings of Illusion.
In 2000 kwam het debuutalbum Prison of Desire uit. Dit album bevat de traditionele combinatie van een klassiek geschoolde sopraan, mannelijke grunts, stevige gitaren, synthesizers en een koor. Sharon den Adel, zangeres van Within Temptation, zingt als gast mee in het laatste nummer.
In 2001 verscheen het tweede album Decipher, dat werd geproduceerd door Stephen van Haestregt, drummer van My Favorite Scar, (ex-)Within Temptation. Dit album volgt dezelfde lijn als Prison of Desire, maar klinkt wat volwassener en werkt het potentieel van Prison of Desire beter uit.

### Vertrek Mark Jansen,Invisible CirclesenRemagine(2002 - 2006)
Vanwege creatieve meningsverschillen verliet Mark Jansen in 2002 de band. Hij richtte daarna de band Epica op.
In 2003 volgde het album Exordium, een mini-cd met vier nieuwe nummers, twee covers en een korte dvd. Deze cd is karakteristiek voor de nieuwe muzikale weg die After Forever was ingeslagen na het vertrek van gitarist Mark Jansen; er wordt gezocht naar een nieuwe stijl, die duidelijk niet hetzelfde is als op Prison of Desire en Decipher.
In 2004 kwam het derde album Invisible Circles uit, een conceptalbum over het leven van een meisje dat moet opgroeien onder moeilijke omstandigheden. Naar aanleiding van Invisible Circles werd er in Nederland een aantal speciale conceptshows gegeven waarin het album van begin tot eind werd gespeeld. Dit album zit muzikaal zeer complex in elkaar, met veel invloeden vanuit de progmetal terwijl het daarnaast het bekende geluid van After Forever ook heel goed weergeeft.
In september 2005 kwam het vierde album Remagine uit, een album waarin het thema 'dromen' centraal staat. Dit is een zeer divers album; het bevat toegankelijke ballads en nummers met popinvloeden, maar kent ook nummers met alleen grunts en cleane mannelijke zangpartijen en stevige metal met een koor.
In 2006 werd door het platenlabel Transmission een verzamel-cd (dubbel-cd) uitgebracht onder de titel Mea Culpa - Retrospective. 

### Nevenprojecten, laatste album en reünie (2007 - 2009, 2025)
In 2007 kwam het vijfde album uit, After Forever. Deze cd kan gezien worden als een samenvatting van alle voorgaande cd's van deze band. Alle elementen van eerdere albums zijn op deze cd terug te horen. Het album is het bestverkochte album van After Forever en kwam binnen op nummer 6 in de Album Top 100 van Nederland.
Het jaar 2007 bracht niet alleen maar goede zaken voor After Forever. Gitarist Sander Gommans kreeg het advies een flinke tijd rust te houden in verband met stress-gerelateerde klachten. Mede daardoor was 2008 een "sabbatical year" voor After Forever.
In 2008 richtten de bandleden zich op een aantal nevenprojecten. Toetsenist Joost van den Broek componeerde muziekstukken voor "Classics in Rock" en "Christmas Metal Symphony". Zangeres Floor Jansen gaf solo-optredens en werkte aan een project met de gitarist Jørn Viggo Lofstad van de Noorse progressieve-metalband Pagan's Mind. Gitarist-grunter Sander Gommans rondde een thrash/deathmetalproject af onder de naam HDK; het album System Overload zou op 23 februari 2009 uitgebracht worden. Gitarist Bas Maas ging op tournee met rock-'n-rollband Tank Buster Jack door de Verenigde Staten en Japan. Drummer André Borgman toerde met Robby Valentine en speelde daarnaast samen met gitarist Luuk van Gerven in de coverband Cell 29, die regelmatig rockklassiekers ten gehore brengt in kleine cafés in Nederland.
Prison of Desire: The Album - The Sessions (dubbel-cd) werd in juni 2008 opnieuw uitgebracht door het platenlabel Transmission Records met liner notes van Mark Jansen (Epica). 
Op 5 februari 2009 kondigden de bandleden het einde van After Forever aan.
Op 23 oktober 2024, kondigde de band aan dat ze in oktober 2025 twee reünieconcerten zullen geven in 013 in Tilburg. Zangeres Floor Jansen wordt daarbij vervangen door Angel Wolf-Black (van Bare Infinity). De bezetting zal verder bestaan uit Mark Jansen, Sander Gommans, Bas Maas, Luuk van Gerven, André Borgman en Jeffrey Revet (toetsenist van Stream of Passion).

## Discografie

### Albums
| Album met eventuele hitnotering(en) in de Nederlandse Album Top 100 | Datum van verschijnen | Datum van binnenkomst | Hoogste positie | Aantal weken | Opmerkingen             |
| ------------------------------------------------------------------- | --------------------- | --------------------- | --------------- | ------------ | ----------------------- |
| Ephemeral                                                           | 1999                  | -                     | -               | -            | Demo                    |
| Wings of Illusion                                                   | 1999                  | -                     | -               | -            | Demo                    |
| Prison of Desire                                                    | 2000                  | -                     | -               | -            |                         |
| Decipher                                                            | 2001                  | -                     | -               | -            |                         |
| Exordium                                                            | 2003                  | 29-11-2003            | 56              | 2            | ep                      |
| Invisible Circles                                                   | 2004                  | 3-4-2004              | 24              | 11           |                         |
| Remagine                                                            | 2005                  | 10-9-2005             | 21              | 7            | ook uitgebracht op sacd |
| Mea Culpa - Retrospective                                           | 2006                  | 24-6-2006             | 69              | 3            |                         |
| After Forever                                                       | 2007                  | 28-04-2007            | 6               | 7            |                         |